# Джгун
Джгун — село (до 2010 — селище) в Україні, у Зміївській міській громаді Чугуївського району Харківської області. Населення становить 86 осіб. До 2020 орган місцевого самоврядування — Бірківська сільська рада.

## Географія
Село Джгун знаходиться на правому березі річки Джгун, біля її витоків, на річці побудована загата, на відстані 2 км розташовані села Кукулівка і Велетень. За 2,5 км знаходиться залізнична станція Спасів Скит.

## Історія
- 1685 - дата заснування.
- 12 червня 2020 року, відповідно до Розпорядження Кабінету Міністрів України  № 725-р «Про визначення адміністративних центрів та затвердження територій територіальних громад Харківської області», увійшло до складу Зміївської міської громади.[2]
- 19 липня 2020 року, в результаті адміністративно-територіальної реформи та ліквідації Зміївського району, село увійшло до складу Чугуївського району Харківської області[3].

## Населення

### Мова
Розподіл населення за рідною мовою за даними перепису 2001 року:
| Мова       | Кількість | Відсоток |
| ---------- | --------- | -------- |
| українська | 75        | 87.21%   |
| російська  | 11        | 12.79%   |
| Усього     | 86        | 100%     |

## Економіка
- Молочно-товарна ферма.

## Пам'ятки
Біля села знайдене поселення черняхівської культури (поле радгоспу «Червоний Велетень»).